# أور (إقليم فرنسي)

موقع اقليم أور

أور (بالفرنسية: Eure)‏ إقليم (يقابل محافظة في التقسيمات الإدارية العربية) فرنسي يقع في منطقة نورماندي شمال غرب فرنسا، سمي بهذا الاسم نسبة لنهر أور.

## تاريخ الإقليم
يعتبر إقليم أور واحد من بين 83 إقليماً تتشكل منها فرنسا، أنشئ خلال الثورة الفرنسية في 4 مارس 1790 على أنقاض جزء من مقاطعة نورماندي.

## جغرافية الإقليم
يعتبر إقليم أور جزءاً من منطقة نورماندي العليا، ويحيط بها كل من الأقاليم التالية: سين ماريتيم (بالفرنسية: Seine-Maritime)‏، واز (بالفرنسية: Oise)‏، فال دواز (بالفرنسية: Val-d'Oise)‏، إيفلين (بالفرنسية: Yvelines)‏، أور ولوار (بالفرنسية: Eure et Loir)‏، أورن (بالفرنسية: Orne)‏، أورن وكالفادوس (بالفرنسية: Calvados)‏.
تتمركز اور على قسم كبير من هضبة كبيرة كثيرة الأشجار، تتفرع منها وديان نهر السين وروافده.

## السياحة في الإقليم

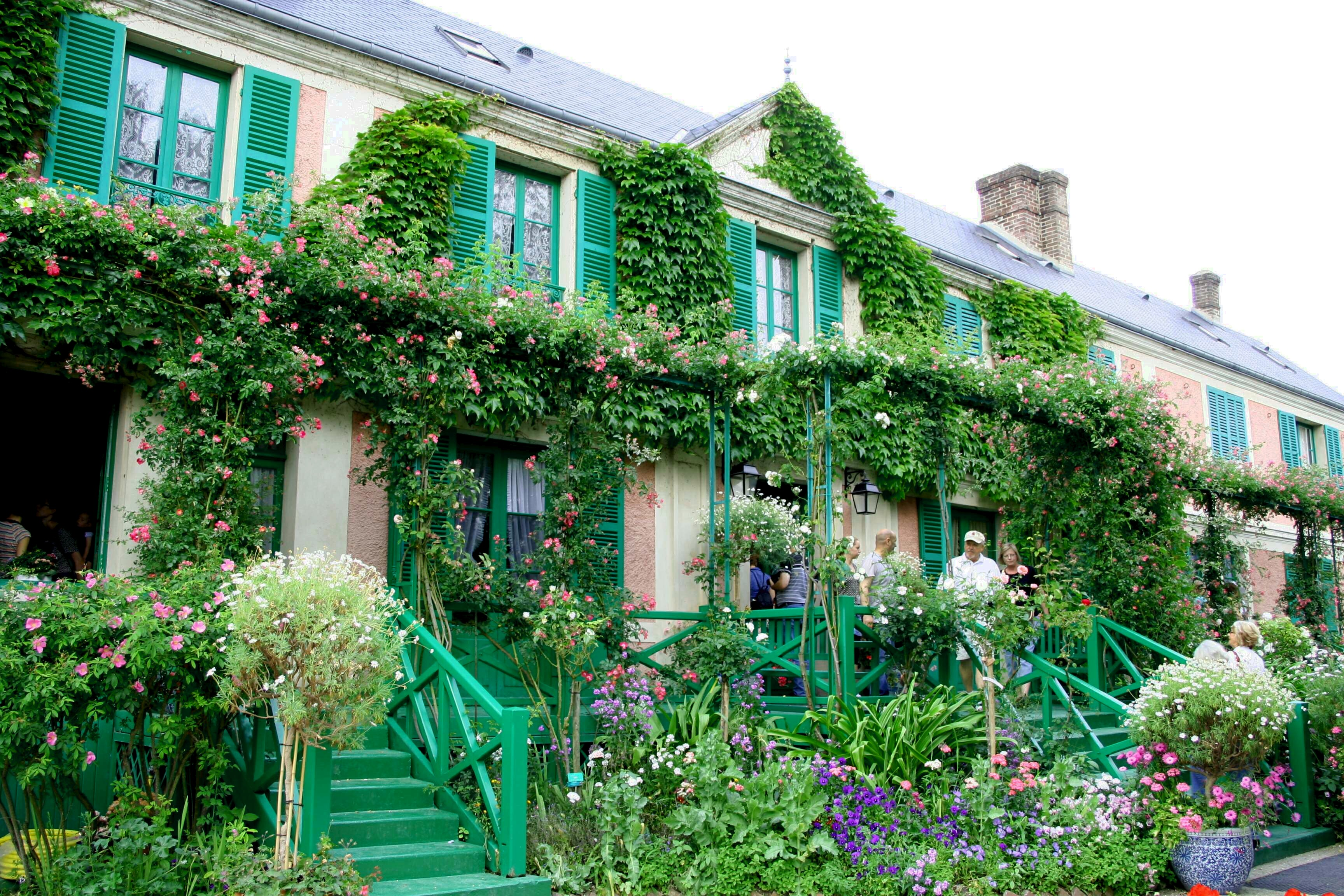
بيت الرسام الفرنسي الكبير كلود مونيه.

تعد منطقة جيفيرني (4 كم من فيرنون) من أهم مواقع الجذب السياحي الرئيسية في إقليم أور، حيث يمكن رؤية منزل الرسام الفرنسي الكبير كلود مونيه وحديقة، وهناك بعض المناطق المهمة سياحياً في الإقليم مثل ابي بيك (بالفرنسية: Abbey of Bec)‏ وقصر غايار (بالفرنسية: Château-Gaillard)‏.

## التركيبة السكانية
يبلغ عدد سكان إقليم أور وفق تعداد عام 1999 حوالي 541,054 نسمة، موزعين في منطقة يبلغ مساحتها 6,040 كلم مربع، أي ان الكثافة السكانية هي 90 مواطن لكل كيلو متر مربع.
التعداد السكاني للمدن الرئيسية في إقليم أور وفق تعداد عام 1999:
- مدينة إفرو وضواحيها : 111306 نسمة.
- مدينة فيرنون وضواحيها : 55422 نسمة.
- مدينة لوفيير وضواحيها : 57729 نسمة.

وهناك الكثير من المدن المهمة الأخرى في إقليم أور وتعدادها كالتالي : مدينة بونت أودوميه (8981 نسمة). مدينة جيزور (10.882 نسمة). مدينة جايو (6861 نسمة)، فرنيل سور مونتييني (6619 نسمة). فال دي رول (13.245 نسمة).

## معرض صور

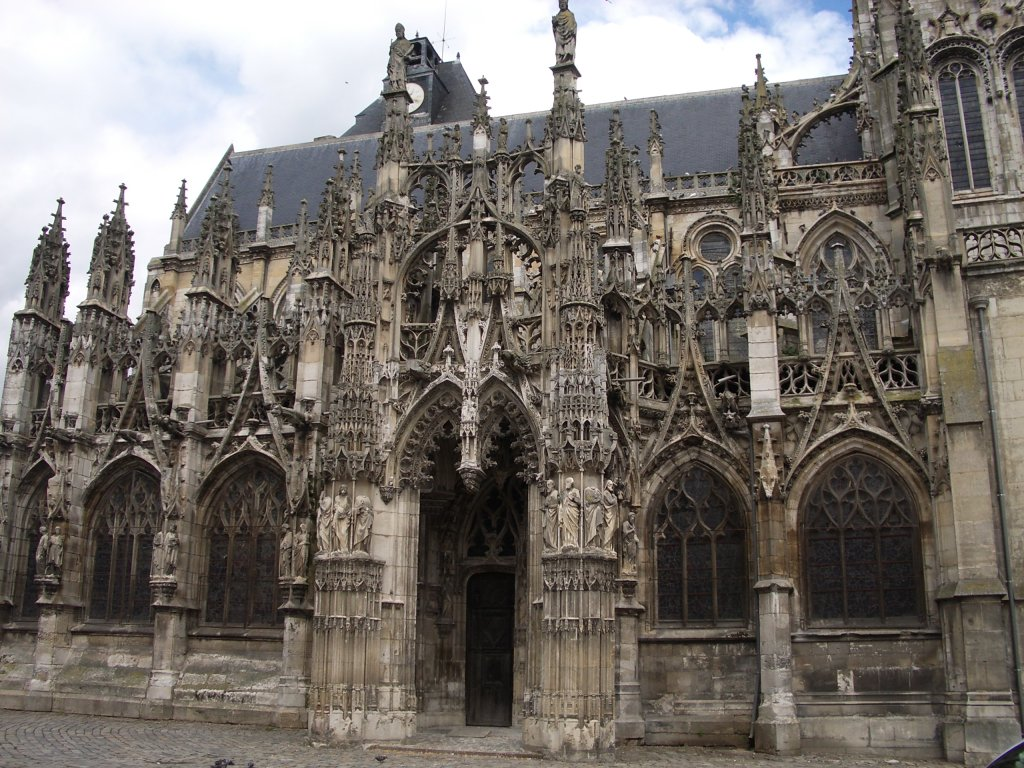
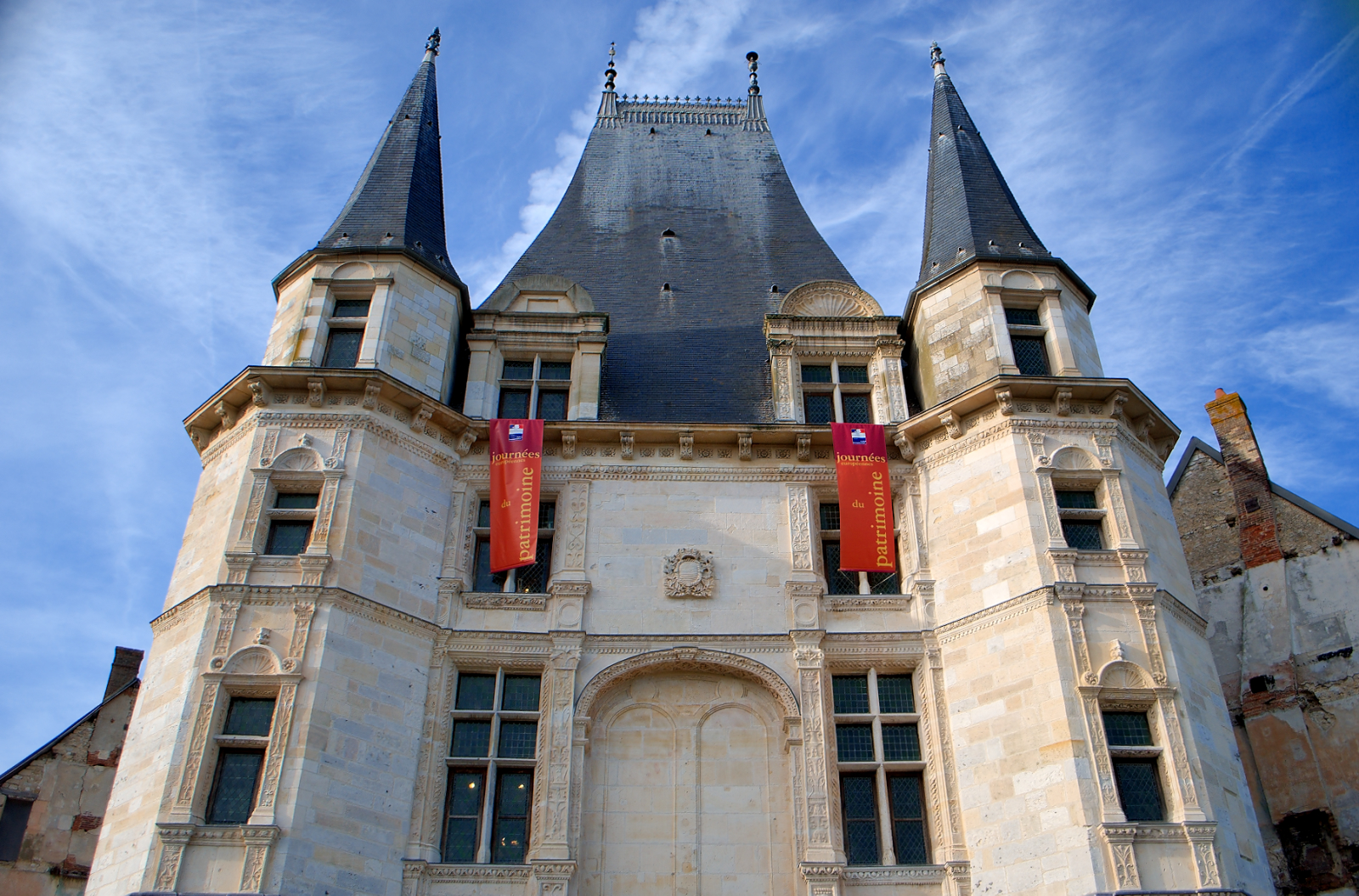
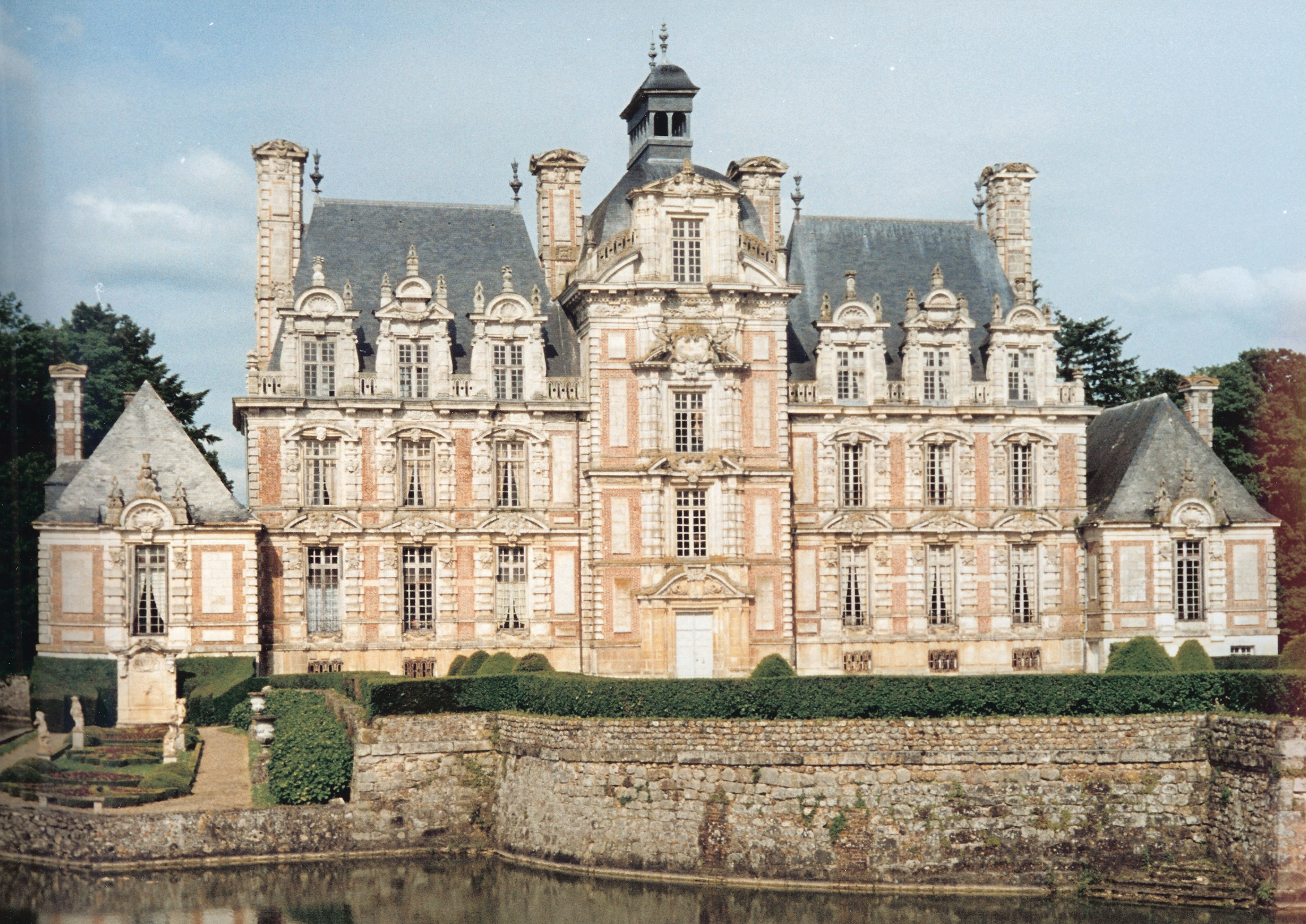
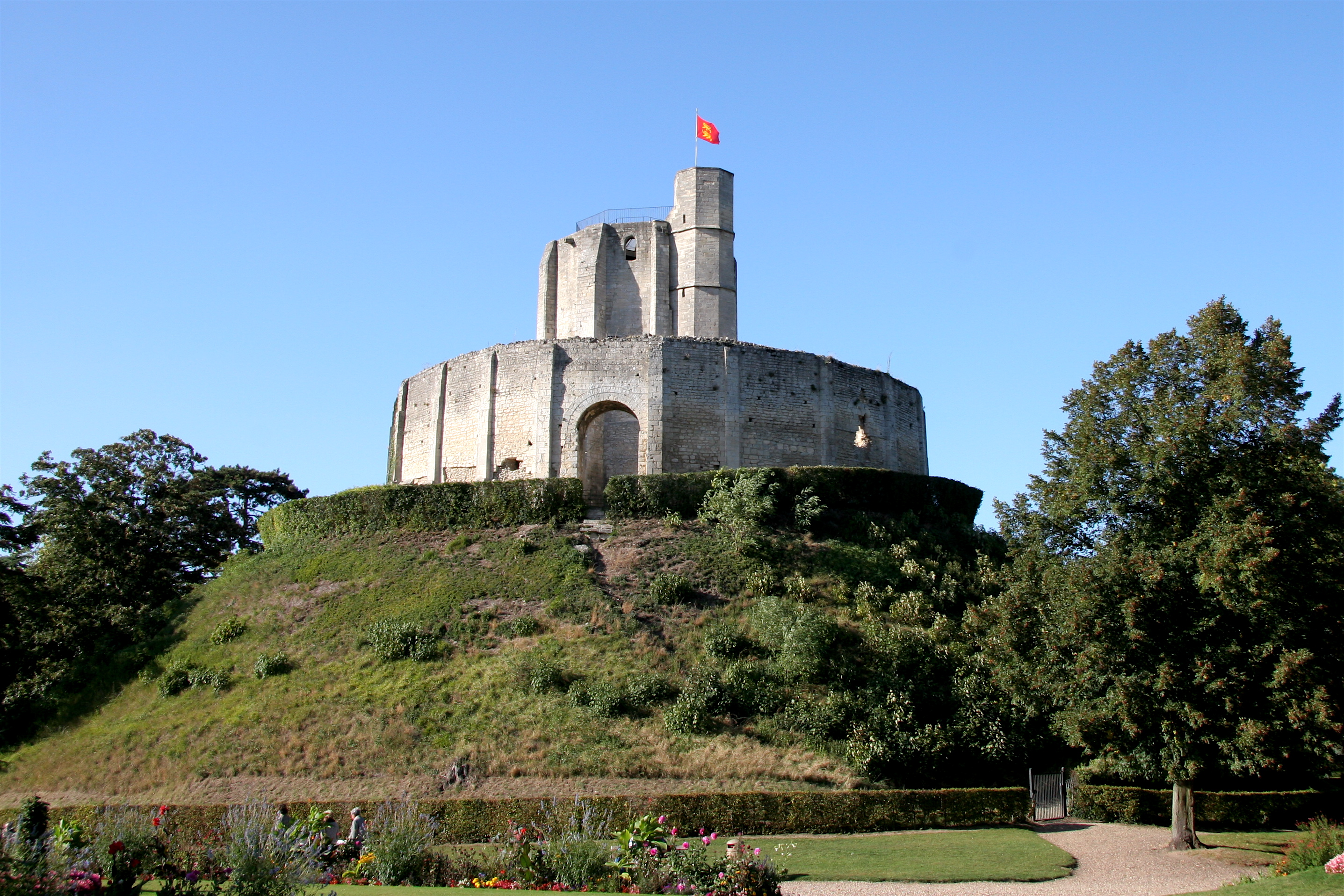

## أعلام
- كريستين كاوفمان
- فريتز ويت
- غيلبيرت كاري
- أوتو فون شتولناجل
- لوران هاتون